# Пьер II де Куртене
Пьер II де Куртене (фр. Pierre II de Courtenay; 1155 — 1219) — сеньор Куртене с 1180/1183 года, граф Неверский в 1185—1199 годах, граф Осера и Тоннера с 1185 года, император Латинской империи (1216—1217).

## Биография
Сын Пьера I де Куртене и Елизаветы де Куртене, внук Людовика VI Толстого. В 1184 году Филипп II Август выдал за него Агнесу, наследницу графств Невер, Осер и Тоннер. В следующем году стал графом, после смерти своего шурина Гийома V Неверского.
В 1190—1193 годах сопровождал Филиппа Августа в Третьем крестовом походе. Хотя его первая жена, Агнеса I Неверская, умерла в 1192 или начале 1193 года, оставив дочь Матильду, Пьер сохранил за собой полученные от неё графства. Он снова женился в 1193 году на Иоланде де Эно, дочери Бодуэна VIII, графа Фландрии и Эно, и Маргариты Фландрской, и помолвил свою дочь Матильду со своим новым шурином Филиппом де Эно, графом Намюрским.
В 1196 году против него восстал его зять Гийом де Бриенн, возмущенный незаконными поборами и прочими насилиями, которые граф, вечно нуждавшийся в деньгах, творил на землях своих вассалов. Встав во главе войска шампанцев, он разграбил земли Осерруа и осадил аббатство Везле. Взять его он не смог, но принудил графа на время прекратить бесчинства.
В 1199 году спор с одним из вассалов, Эрве IV де Донзи, из-за сеньории Жьен перерос в войну. Разбитый у Кон-сюр-Луар, Пьер был пленен и освобожден только в обмен на брак Эрве с Матильдой и уступку графства Неверского. Графства Осер и Тоннер победитель соглашался оставить за Пьером до конца его жизни.
В 1209 и 1211 годах участвовал в Альбигойском крестовом походе и осаде Лавора (1211 год).
15 октября 1212 года его шурин Филипп де Эно умер, назначив наследницей свою сестру Иоланду. Пьер немедленно послал их старшего сына Филиппа принять управление графством Намюрским.
В 1214 году участвовал в битве при Бувине.
После смерти в 1216 году императора Генриха де Эно, латинские бароны оказались перед выбором: кому предложить корону. Кандидатура Андраша II Венгерского была отвергнута, так как этот государь представлялся слишком могущественным, и французские бароны боялись потерять под его властью своё влияние. У Генриха был брат Эсташ де Эно, храбрый рыцарь, но не располагавший ни деньгами, ни войсками. Тогда корона латинской империи была предложена Пьеру де Куртене, и он это предложение принял. Продал или заложил часть своих владений, чтобы финансировать экспедицию.
Он отправился на Восток через Рим, где пожелал быть коронованным папой Гонорием III. Тот оказался в неловком положении, так как не хотел нарушать права латинского патриарха Константинополя, к тому же опасался, что такая коронация создаст прецедент для возможных претензий латинских императоров на Рим и Западную империю. Хитроумный папа нашел выход: 9 апреля 1217 года он короновал Пьера и Иоланду, но не в соборе Святого Петра, а в церкви Святого Лаврентия, находившейся за городской чертой.
Пьер вел с собой 160 рыцарей и 5500 сержантов. Чтобы добраться до Константинополя, он обратился к венецианцам, а те предложили сначала помочь им захватить Диррахий, занятый Феодором Ангелом Комнином Дукой, деспотом Эпирским. Диррахий был осажден, но город оказался хорошо защищенным и в изобилии снабженным продовольствием. Осада закончилась неудачей и венецианцы отказались везти Пьера и его людей. Императору пришлось двигаться от Диррахия к Фессалонике по суше, причем пошел он не по Эгнациевой дороге, а Девольской долиной, южнее Охридского озера. Там он столкнулся с Феодором Эпирским, который сначала изъявил ему покорность, а потом, дождавшись, когда французы втянутся в узкое ущелье, внезапно атаковал их и полностью разгромил. В бою погиб Эсташ де Эно, а папский легат кардинал Колонна и раненый император были взяты в плен. Кардинала потом освободили, а Пьер умер в плену, как полагают, в 1219 году.
По свидетельствам хронистов, был он человеком вспыльчивым, горячим и склонным к насилию, каковое насилие невозбранно применял, в том числе и к епископам и прочим священнослужителям, за что неоднократно бывал отлучен от церкви.

## Браки и дети
- 1-й брак (1184) с Агнесой I Неверской (1170—1192), дочерью Ги, графа Невера, Осера и Тоннера.

В этом браке была дочь:
- Матильда де Куртене (1188—1257), графиня Невера, Осера и Тоннера, замужем за 1) Эрве IV де Донзи, 2) Гигом IV де Форе.
- 2-й брак (1193) с Иоландой де Эно (1175—1219), дочерью графа Бодуэна V де Эно (VIII Фландрского).

Дети от этого брака:
- Маргарита де Куртене (1194—1270), замужем за 1) Раулем III, графом д’Иссуден и д’Э (ум. 1219), 2) Генрихом I, графом де Вианден.
- Филипп II де Куртене (1195—1226), маркграф Намюрский.
- Сибилла (1197—1210), монахиня.
- Елизавета (1199 — после 1269), замужем за 1) Гоше, сыном Мийона IV, графа де Бар-сюр-Сен, 2) (1220) Эдом Бургундским, сеньором де Монтажю.
- Иоланда де Куртене (1200—1233), замужем за Андрашем II, королём Венгрии.
- Роберт де Куртене (1201—1228), латинский император.
- Агнеса де Куртене (1202 — после 1247), замужем за Жоффруа II де Виллардуэном, князем Ахейским.
- Мария де Куртене (1204—1228), замужем за Феодором I Ласкарисом, никейским императором.
- Генрих II де Куртене (1206—1229), маркиз Намюрский.
- Элеонора (1208—1230), замужем за Филиппом I де Монфором, сеньором де Кастр.
- Констанция (1210—?), монахиня в Фонтевро.
- Бодуэн II де Куртене (1217—1273), латинский император.